# Donna Burke
Donna Burke (ur. 12 grudnia 1964 w Perth) – australijska piosenkarka, narratorka i aktorka głosowa.
Urodziła się w Australii, a w 1996 roku przeprowadziła się do Tokio w Japonii, gdzie żyje i pracuje do dziś. Jej mężem jest gitarzysta Bill Benfield.

## Biografia i kariera
Początkowo pracowała jako nauczycielka w wyższej szkole w Perth, lecz porzuciła pracę na rzecz śpiewania i aktorstwa głosowego. Przez ponad 10 lat pobierała lekcje śpiewu, oraz wydawała koncerty jazzowe, klasyczne, techno, folkowe i rockowe. Dzięki tej różnorodności, krytycy nazwali ją „jedną a najbardziej wszechstronnych wokalistek na świecie”. W 2005 roku wydała swój ostatni album zatytułowany „Blue Nights”, zawierający takie piosenki jak „Don’t I look Pretty” i „Quiet Night”.
Wiele solowych piosenek Donny Burke można usłyszeć w takich anime jak m.in. Turn-A Gundam, Haibane Renmei, Vandread, Tokimeki Memorial, Tales of Legendia i Final Fantasy. Zagrała również głosem w kilku grach video, m.in. Shenmue 1 i 2, Silent Hill 2 i 3 (oprócz głosu wzięła także udział w mocap do granych postaci), Final Fantasy: Crystal Chronicles i Bloody Roar 4. Użyczyła również głosu do kilku OVA, m.in. Strange Dawn, Głosy z odległej gwiazdy, Trip Trek, Magical Girl Lyrical Nanoha i Magical Girl Lyrical Nanoha A’s. Dodatkowo Burke jest autorką scenariuszy do niektórych japońskich reklam, anime i autorką tekstów różnych grup j-popowych. Zaśpiewała również utwór „Heavens Divide” do Metal Gear Solid: Peace Walker, który jest tematem przewodnim tej gry.
W samej Japonii, od 2003 roku, głos Donny Burke jest znany jako przewodnik po systemie kolejowym Tokaido Shinkansen, systemie lotniczym Narita Airport Northwest Airlines, oraz anglojęzyczny przewodnik po Emperor Showa Memorial Museum. Burke pracowała jako niezależna spikerka NHK od 1999 roku, czytając różne dokumenty, wydania specjalne NHK, oraz dwujęzyczne wiadomości wieczorne.
W 2004 roku Donna otworzyła agencję „Dagmusic”, która skupia zagranicznych piosenkarzy, kompozytorów, muzyków i aktorów głosowych mieszkających w Tokio. Jest również założycielką przedsiębiorstwa Hotteeze, które zajmuje się eksportem nakładek cieplnych.

## Dyskografia
- Lost and Found (2001)
- Éirí na Gréine (2001)
- Donna Burke with the David Silverman Quartet (2002)
- Goodbye Nakamura [Singiel] (2004)
- Blue Nights (2005)

### Piosenki
- Dance Dance Revolution (Konami) – „Star Gate Heaven Future Mix” (wokal i tekst)
- EMI Feel Cinema CD compilation – „Phantom of the Opera”
- Final Fantasy Crystal Chronicles – “Morning Sky” i “Moonless Starry Night” (wokal i tekst)
- God Eater – „God And Human” (wersja wokalna)
- Haibane Renmei – „Wondering” (wokal i tekst)
- The Last Remnant – „Journey’s End” (wokal i tekst)
- Metal Gear Solid: Peace Walker – „Heavens Divide”
- Animacja Pooky (temat przewodni)
- Sega Outrun 2 – „Life Was A Bore”
- Tales of Legendia – „My tales” (wokal) / „Hotarubi – Firefly” (angielska wersja, wokal i tekst)
- Turn-A Gundam – „After All”
- Vandread – „What a Wonderful World”, „Trust”, „Somedays”

## Udział głosem
- 2015 –  Metal Gear Solid V The Phantom Pain – głos iDroid
- 2004 – Rumble Roses – Anesthesia / Dr. Cutter (wer. angielska)
- 2004 – Magical Girl Lyrical Nanoha – Raising Heart
- 2003 – Bloody Roar 4 – Uranus
- 2003 – Final Fantasy Crystal Chronicles – narratorka (wer. angielska)
- 2003 – Silent Hill 3 – Claudia Wolf (głos i mocap)[1]
- 2001 – Silent Hill 2 – Angela Orosco (głos i mocap)
- 2001 – Shenmue II – różne głosy (wer. angielska)
- 1999 – Shenmue – różne głosy (wer. angielska)